# Glochidion websteri
Glochidion websteri är en emblikaväxtart som beskrevs av Francis Raymond Fosberg. Glochidion websteri ingår i släktet Glochidion och familjen emblikaväxter. Inga underarter finns listade i Catalogue of Life.